# タラスカ王国
タラスカ王国（Tarasca）またはタラスコ王国（西：Estado Tarasco）、プレペチャ王国（西：Estado Purépecha）とは、今日のメキシコのミチョアカン州全域およびハリスコ州とグアナフアト州の一部にあたる地域を領有した、先コロンブス期の国家であり、スペイン人による侵略の時点でメソアメリカにおいて2番目の大国だった。
14世紀初めに建国され、1530年にスペインに征服された。1543年には公式にミチョアカンの知事の支配下となった。なおミチョアカン（Michoacán）というのはナワトル語でのタラスカ王国の名前で、「魚の多い場所」を意味する。タラスカ王国で話されていた言語であるプレペチャ語ではIréchecua Tzintzuntzániと呼ばれ、「ツィンツンツァン王国」という意味になる。
タラスカ王国の民の多くはプレペチャ族に属していたが、その他にナワ族、オトミ族、マトラツィンカ族、チチメカ族がいた。これらの民族集団は次第に多数民族であるプレペチャ族に同化されていった。
タラスカ王国は貢納システムによって構成され、カソンシとよばれる支配者のもと次第に中央集権化していった。タラスカ王国の首都はミチョアカン州のパツクアロ湖の畔にあるツィンツンツァンであり、口承によるとそれを創立したのは初代のカソンシであるタリアクリで、ワクセチャ（Uacúsecha、プレペチャ語で「鷹」）という彼の家系によって治められたという。
タラスカ王国はアステカ帝国と同時期に存在し、敵国として多くの戦争を行った。タラスカ王国は、メソアメリカ最初の真の領域国家として拡大したアステカとの国境の防備を固め、その北西への拡大を妨げた。
メソアメリカの中では比較的孤立していたため、タラスカ王国にはメソアメリカの他の文化グループにはないはっきりと異なった文化的特徴を多く有する。特に、金属を道具や装飾品だけでなく武器にまで使用していた事はメソアメリカ文明の中でも珍しい。

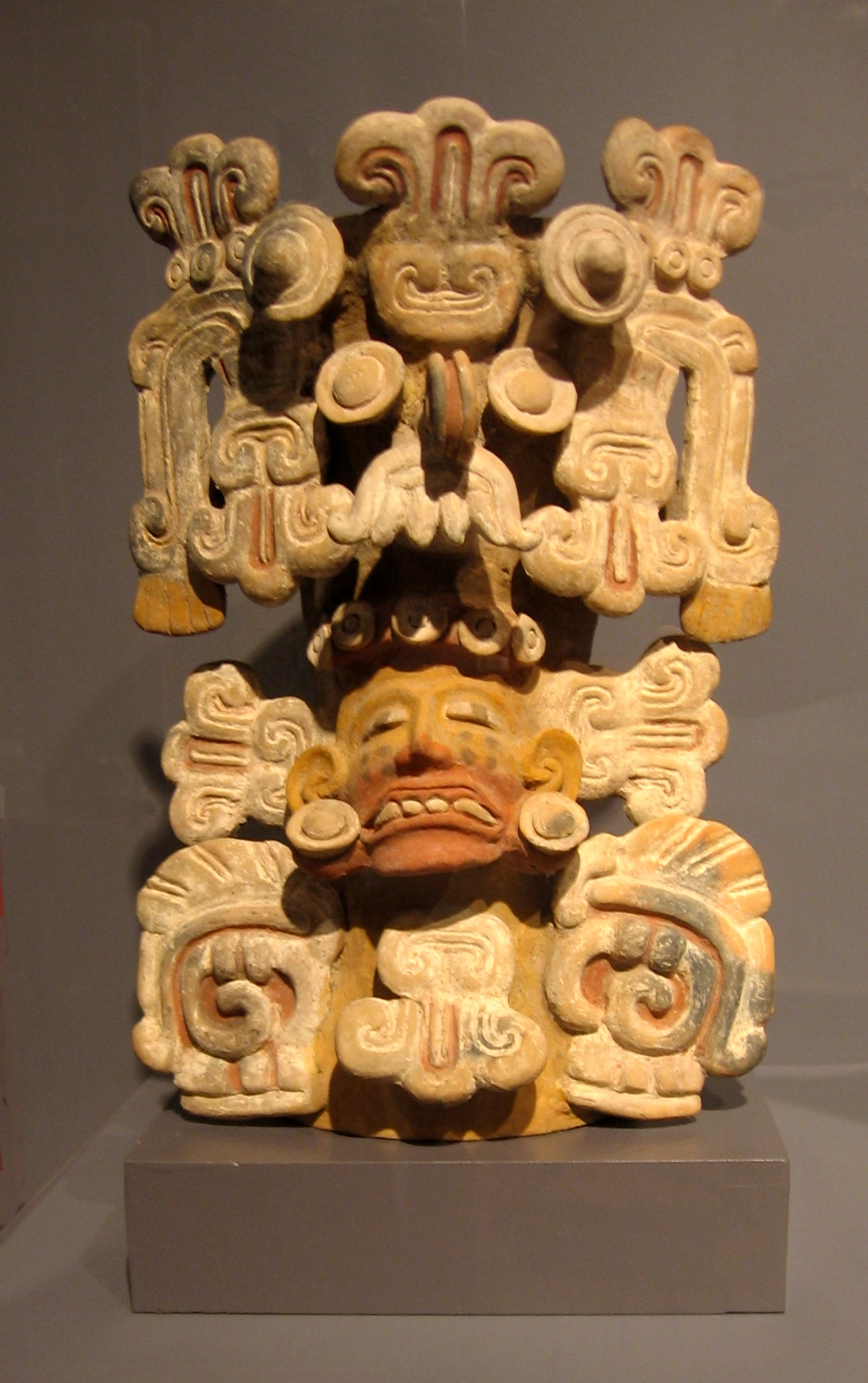
タラスカの香炉。「トラロックの頭飾り」が描写されている。西暦1350～1521年。

## 領土の地理および地質
タラスカ王国の最終的な領土の広がりはレルマ川とバルサス川という二つの大河の間、メキシコ中央台地の西の延長に位置する火山地帯の一部を構成する。
温帯、亜熱帯、熱帯の気候地域を含み、標高2000mを超える新生代の火山と、湖が主となっているが、南西部の沿岸の低地も含まれている。
中央高地で最も一般的な土壌のタイプは若い火山性の黒ボク土、ルビソル、痩せたアクリソルである。植生は主にマツ、マツ‐オーク混成、モミから構成されている。人間の居住は資源の豊富な湖の流域に集中している。北のレルマ川付近には黒曜石が豊富で温泉が湧いている。タラスカ王国はパツクアロ湖の流域周辺を中心としていた。

## 歴史

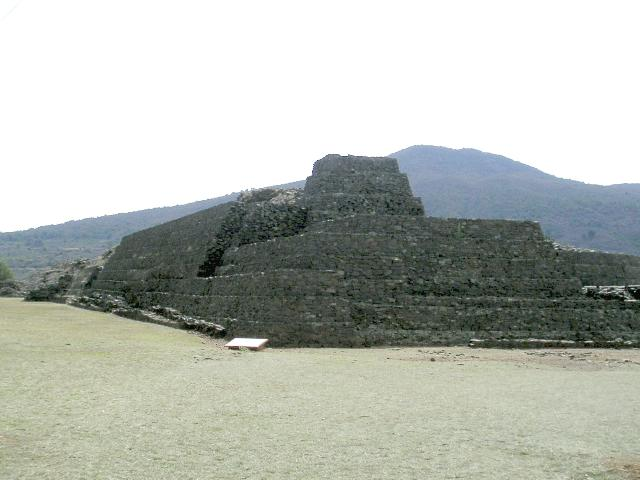
タラスカ王国の首都、ツィンツンツァンの遺跡

### 先史時代における考古学的痕跡
タラスカ地域の居住は少なくとも先古典期初期に遡る。初期の石器による痕跡では紀元前2500年以前、有溝尖頭石器などの石製の器具が大型動物を仕留めるのに使われた。放射性炭素によるとこの遺跡が滅びたのは紀元前1200年頃である。ミチョアカン州においてもっとも知られている先古典期の文化がチュピクアロ文化である。この文化の遺跡はほとんどは湖の島において見つかっており、この事は後のタラスカの文化パターンと似ている。古典期初期のミチョアカン地域では球技場その他の遺物がテオティワカンの影響を示すようになった。

### 民族史的記録
1540年ごろにフランシスコ会の僧侶ヘロニモ・デ・アカラによって書かれたRelación de Michoacánは民族史的に有用な史料となっており、これにはタラスカの貴人より語られた物語が翻訳・筆記されている。これには口承により伝えられてきた「タラスカ公式の歴史」の一部が含まれており、第一部にはタラスカ王国の宗教、第二部にはタラスカ社会、最終部にはタラスカの歴史とスペインによる侵略に焦点を当てている。しかしながらこれの第一部は一部しか現存していない。それ以外の史料としては小さな絵文書がいくつかある。

### 建国と拡大

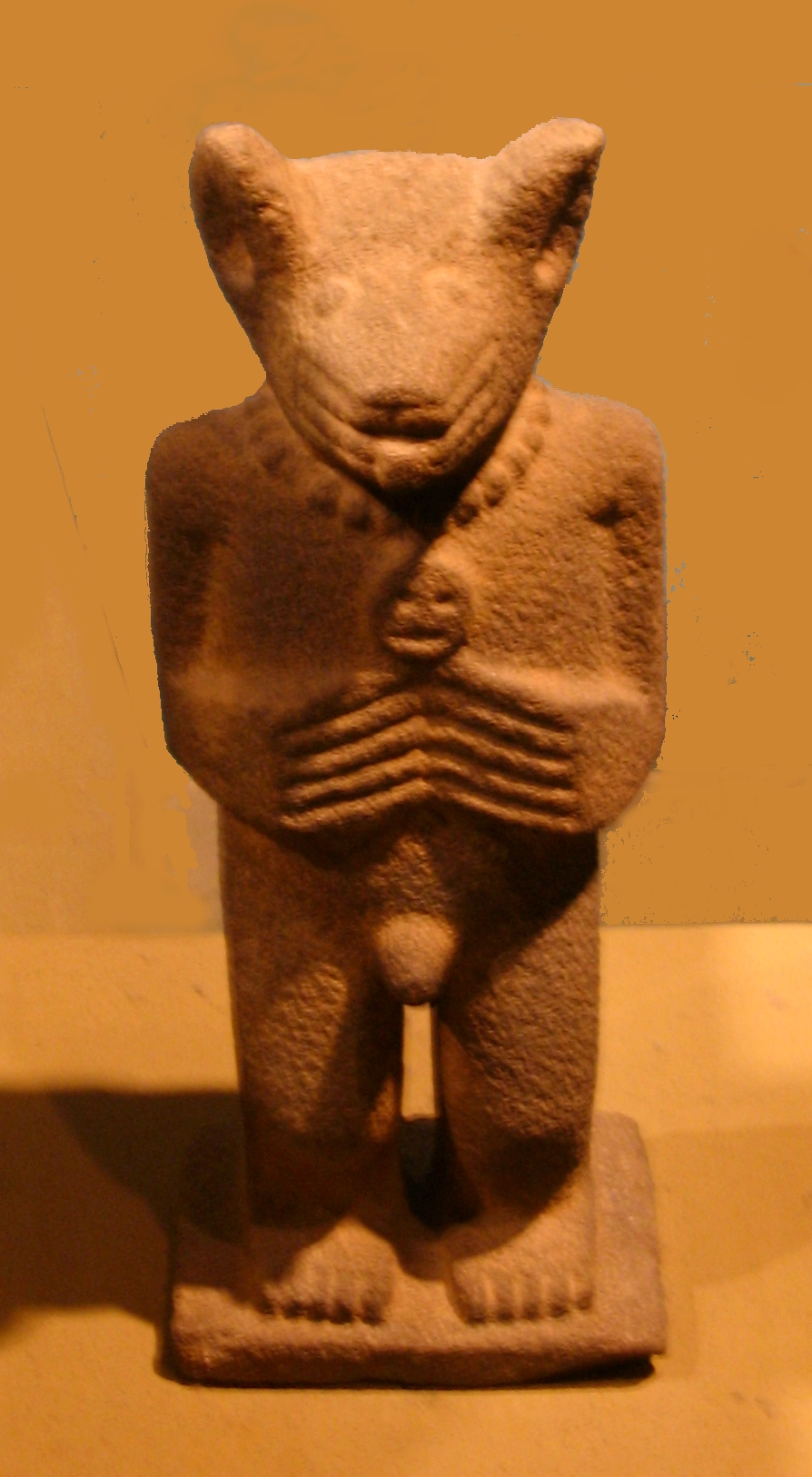
先コロンブス期タラスカ文化のコヨーテの小像 おそらくはコヨーテの神ウィツィマンガリ（Uitzimángari）を表している。高さ：43.5cm。

| カソンシ                                 | 在位              |
| ---------------------------------------- | ----------------- |
| タリアクリ（Tariácuri）                  | ~1300年 – ~1350年 |
| イキンガヘ（Hiquingaje）                 | ~1350年 – ?       |
| イリパン（Hiripan）                      | ? – ~1430年       |
| タンガシュアン1世（Tangáxuan I）         | 1430年 – 1454年   |
| ツィツィパンダクアレ（Tzitzipandáquare） | 1454年 -1479年    |
| スアングア（Zuangua）                    | 1479年 – 1520年   |
| タンガシュアン2世（Tangáxuan II）        | 1520年 – 1530年   |

古典期後期にはパツクアロ湖の周辺にはプレペチャ族以外に2つの民族集団が居住していた。一つはハラクアロに住むナワトル語話者、もう一つは北岸のいくつかのチチメカ文化（ナワ族を2番目に多数派とする）であった。
Relación de Michoacánによれば、野望に燃えるプレペチャ族の指導者タリアクリがパツクアロ湖周辺の集団をまとめ上げ一つの強靭な国家にしたという。1300年頃彼は最初の征服行を行い、息子のイリパンとタンガシュアン1世をそれぞれイワツィオとツィンツンツァンの領主に据え、自身はパツクアリの都から治めた。タリアクリの死去した1350年頃、彼の血縁者はパツクアロ湖周辺の主なセンターは全て支配下に収めていた。息子のイリパンはクイツェオ湖の周辺へと領土拡張を続けていた。
イリパン、そして後に彼の兄弟タンガシュアン1世も貢納システムを制度化し、国家の政治的統一を固めた。行政での官僚制度を創立して征服地と領主・貴族との間の貢納のやりとりを遮断した。この後、まずシエラ・タラスカが、次にバルサス川がこの中央集権化を進める国家に取り込まれることとなった。
カソンシ・ツィツィパンダクアレの治世で多くの地域が征服された。反乱で再び失うこともあれば、拡大するアステカ帝国と衝突して戦略的撤退することもあった。1460年にはタラスカ王国は太平洋岸のサカトゥラに達し、トルカの峡谷を進んで、さらに北辺は今日のグアナフアト州にまで達した。1470年、アシャヤカトル率いるアステカはタラスカ国境の町々を陥落させ、タラスカの中心地にまで迫ったが、最終的には打ち負かされた。この経験を踏まえて、アステカとの国境は要塞化され、クツァマラにあるような軍事基地が国境に沿って設けられた。またアステカによって故郷を追われたオトミ族とマトラツィンカ族に国境地帯に居住することを認め、タラスカの領土防衛の一翼を担わせることにした。1480年からはアステカの君主アウィツォトルがタラスカとの対立を強めてきた。彼は、マトラツィンカ族やチョンタル族、クイトラテコ族といったアステカと同盟していたり隷属下にある民族集団がタラスカの領土を攻撃することを援助した。カソンシ・スアングア率いるタラスカはそのような攻撃を跳ね除けたが、更なる領土拡大はスペイン人の到来まで妨げられ続けた。

### タラスカ王国の最期

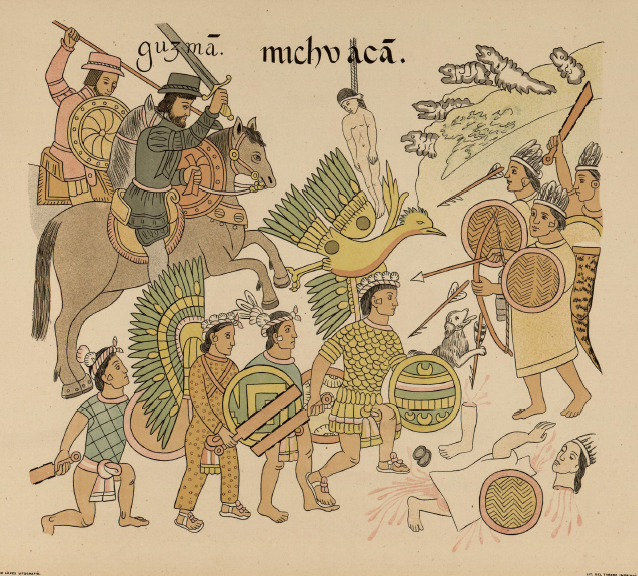
Lienzo de Tlaxcalaより、ヌーニョ・デ・グスマンによるタラスカ王国の征服。

アステカ帝国の滅亡の報を聞いたカソンシ・タンガシュアン2世はスペイン人征服者に使者を送った。少数のスペイン人が彼らと共にツィンツンツァンへと向かい、そこで贈り物の交換がされた。彼らが黄金を持ち帰ったことで、コルテスはタラスカ王国へ興味を持った。1522年、クリストバル・デ・オリードがタラスカ領内へ送られ、数日のうちにツィンツンツァンへ到着した。何千にも及ぶタラスカの兵士たちだったが、このような重大な局面においても彼らは戦うことを選ばなかった。
タンガシュアンはスペイン人による支配を受け入れたが、彼が共同してそれを行うことでの高度な自治は認められた。これ以降、コルテスとタンガシュアンの両者が自身をミチョアカンの支配者であると考え、地域住民は彼ら両方へ貢物を送った。タンガシュアンが人々から集めた資源を少しだけしかスペインへ供給していないだけでなく、未だに事実上の統治者として君臨している事を知ったスペイン人は征服者ヌーニョ・デ・グスマンを送り込んだ。彼はタラスカの貴族ドン・ペドロ・パンサ・クイニエランガリと同盟して、1530年2月14日にカソンシを処刑した。
こうして暴力と動乱の時代が始まった。それからの数十年間、タラスカにはスペインの政府による傀儡の統治者が就けられたが、ヌーニョ・デ・グスマンが罷免されスペインに呼び戻されると、司祭のバスコ・デ・キローガが後始末のために派遣されてきた。彼は早々に原住民の尊敬と友好とを得、スペインによる支配への敵愾心をなくしていった。
| ミチョアカンのコレヒドール                                      | 在位            |
| --------------------------------------------------------------- | --------------- |
| ドン・ペドロ・デ・アレリャーノ（Don Pedro de Arellano）         | 1530年 – 1543年 |
| ミチョアカンの知事                                              | 在位            |
| ドン・フランシスコ・タリアクリ（Don Francisco Taríacuri）       | 1543年 – 1545年 |
| ドン・アントニオ・ウィツィメンガリ（Don Antonio Huitziméngari） | 1545年 – 1562年 |